# De schat van de Daltons
De schat van de Daltons (Le Magot des Dalton) is het negenenveertigste album in de Lucky Luke-stripreeks. Het is geschreven door Vicq en getekend door Morris. Het is in 1980 uitgegeven door Dargaud en het is het achttiende album in de Dargaud-reeks.

## Inhoud
Een valsemunter deelt in de gevangenis een cel met de Daltons. Hij ondervindt veel overlast van hen, dus besluit hij ze met een list weg te krijgen. Hij maakt de Daltons wijs dat hij op een bepaalde plek een schat begraven heeft. De Daltons ontsnappen en volgen de aanwijzingen op die de valsemunter hen gegeven heeft. Inmiddels is Lucky Luke gewaarschuwd en hij komt de Daltons achterna.
De Daltons, en vervolgens ook Lucky Luke, komen in Red Rock Junction aan. Daar blijkt dat de schat op de binnenplaats van de enorme gevangenis van Red Rock Junction ligt. De Daltons beginnen vergrijpen te plegen om in de gevangenis te komen, maar worden niet veroordeeld. Dit doordat de rechter van Red Rock Junction extreem tolerant is. Uiteindelijk graven ze een tunnel om in de gevangenis te komen. Lucky Luke hoort waar de Daltons heen willen en gaat hen achterna.
Hij komt ook in de gevangenis en ontdekt dat de gevangenis door bandieten gebruikt wordt voor allerlei soorten vermaak. Dit met permissie van de rechter van Red Rock Junction, die hier geld aan wil verdienen. Intussen komen de Daltons erachter dat er geen schat is. Lucky Luke wordt gevangengenomen en bijna opgehangen. Hij wordt echter gered door de cavalerie, die gewaarschuwd werden door de sheriff.
De cavalerie bezet de gevangenis en maakt er weer een echte gevangenis van, waar de rechter nu ook moet zitten. Ook de Daltons worden gevangengenomen en in de gevangenis gehouden. De Daltons willen weer uit de gevangenis ontsnappen om zich te wreken op de valsemunter. Lucky Luke gaat er weer vandoor.

## Trivia
- De schat van de Daltons is het eerste album waar René Goscinny niet aan meewerkte sinds Blauwvoeten op het oorlogspad. Goscinny was in 1980 al drie jaar dood.
- De trompettist van de cavalerie heet Armstrong, en wanneer de orde in de nep-gevangenis is hersteld, blaast hij verzamelen volledig uit de toon; zijn trompet was beschadigd door een kogel. Lucky Luke vond het deuntje anders niet gek. Dit is een knipoog naar muzikant Louis Armstrong alias 'Satchmo', en de manier waarop het deuntje wordt weergegeven, verwijst naar de openingszang van "What a Wonderful World", voor velen Armstrongs grootste hit.
- Joe Dalton herkent de wapens op de torens van de nep-gevangenis als Gatlings, meerloops repetitiegeweren die met 7 tot 9 lopen waren uitgerust in een draaiende trommel. Deze wapens werden in die tijd voor het eerst geproduceerd en vormden de basis voor latere gelijkaardige wapens, vaak aangeduid als 'chain guns'.